# Debilos trochanteratum
Debilos trochanteratum là một loài tò vò trong họ Ichneumonidae.